# Elfriede Alexander-Vanenburg
Elfriede Bernadette Maria Alexander-Vanenburg, roepnaam ook wel Friede (12 december 1935 – 22 november 2023), was een Surinaams politicus. Rond 1970 was zij Staten-lid en eind jaren 1980 minister van Binnenlandse Zaken.

## Biografie
Alexander-Vanenburg was eind jaren 1960 lid van de Progressieve Nationale Partij (PNP). Na de verkiezingen van 1969 werden enkele PNP-leden benoemd tot minister, waardoor er onder meer voor Alexander-Vanenburg een plaats vrij kwam in de Staten van Suriname. Hier werd zij op een bepaald moment ook de fractieleider van het PNP-blok.
Van 1988 tot 1990 was zij minister van Binnenlandse Zaken, Volksmobilisatie en Districtsbestuur voor de Nationale Partij Suriname (NPS).
In 1993 kreeg ze de leiding over het directoraat Cultuur.